# Onomastică
Onomastica este o disciplină care studiază numele proprii. În alt sens, prin „onomastică” se înțelege totalitatea numelor proprii dintr-o limbă, de pe un teritoriu sau dintr-o epocă din istoria acestora.
Despre statutul onomasticii ca disciplină nu există unitate de vederi. Pentru unii autori este o ramură a lingvisticii, unii din aceștia considerând-o o subramură a ei care ține direct de lexicologie sau de semantică. Alți autori nu menționează în definiția ei că ar fi o ramură a altei științe. Există și opinia că este o disciplină care a fost considerată o ramură a lingvisticii, dar că în secolul al XXI-lea este o știință aparte, deși strâns legată de lingvistică. La cercetarea onomastică contribuie mai multe ramuri ale lingvisticii, inclusiv cele combinate cu alte discipline: etimologia, lexicologia, semantica, dialectologia, lingvistica textului, pragmatica, lingvistica istorică, sociolingvistica, psiholingvistica, geografia lingvistică. Părerea că onomastica este o disciplină aparte se bazează pe faptul că interacționează și cu numeroase discipline extralingvistice: istoria, istoria religiilor, arheologia, heraldica, etnografia, geografia, antropologia, genealogia, hagiografia, jurisprudența, teoria literaturii, folcloristica, culturologia, psihologia. La rândul ei, onomastica servește cercetărilor în domeniile acestor discipline, mai ales al istoriei limbilor și al istoriei în general.
De onomastică s-au ocupat cărturari încă din vremuri străvechi, dar se practică în mod științific numai începând cu prima jumătate a secolului al XX-lea. În 1938 s-a ținut în Franța primul Congres internațional de toponimie și antroponimie. În 1949, în Belgia a fost înființat Comitetul Internațional de Științe Onomastice, afiliat la UNESCO, renumit ulterior Consiliul Internațional de Științe Onomastice (ICOS). Acesta editează din 1950 revista de specialitate Onoma.

## Obiectul onomasticii
Onomastica cuprinde mai multe direcții de studiu sincronice și diacronice. Cele teoretice se referă la originea, formarea, evoluția, sensul, motivația, distribuția geografică, clasificarea numelor proprii, trecerea lor dintr-o clasă în alta, folosirea lor, statutul lor juridic etc. Din punct de vedere strict lingvistic, onomastica ia în vedere aspecte ale numelor proprii precum cele fonetice, gramaticale și de formare a cuvintelor.
Există și onomastică practică. Aceasta se ocupă de transcrierea numelor proprii străine în limba dată, stabilirea celor care se traduc și a celor care nu se traduc, chestiunile legate de darea numelor și schimbarea lor etc..

### Clasificarea numelor proprii
Numele proprii se pot clasifica după mai multe criterii.
Categorii mari, perechi, de nume proprii sunt:
- nume proprii ale unor denotate care există sau au existat în realitate (onomastică reală), și ale unora imaginare;
- onomastică reală și onomastică creată de literați;
- onomastică standard și onomastică dialectală;
- onomastică actuală și onomastică istorică.

După natura a ceea ce denumesc, există multe clase de nume proprii. Principalele sunt studiate de ramuri aparte ale onomasticii, toponimia și antroponimia. Unii autori folosesc termenul „onomastică” cu sensul „antroponimie”. Alte clase de nume proprii studiate de onomastică sunt cele de animale (zoonimele), de instituții, de obiecte (vapoare, clădiri, monumente), de mărci comerciale, de decorații și premii, precum și titlurile de opere artistice și ale organelor de presă.

#### Antroponimia
Antroponimia studiază antroponimele, adică numele proprii de persoane. În alt sens, termenul „antroponimie” denumește și totalitatea antroponimelor dintr-o limbă, o regiune sau o localitate. Acestea sunt de mai multe tipuri: prenume (în unele limbi) sau postnume (corespondent al prenumelui în alte limbi), forma diminutivată a acestora, nume de familie, patronimic, poreclă (supranume), pseudonim, nume de filiație, criptonim (nume care ascunde alt nume) etc.

#### Toponimia
Toponimia sau toponomastica studiază toponimele, adică numele proprii de locuri. Prin „toponimie” se înțelege și totalitatea toponimelor dintr-o limbă, o țară, o regiune sau o localitate. Sunt multe feluri de toponime, după tipurile de locuri pe care le numesc: forme de relief (lanțuri și masive muntoase, munți individuali, dealuri, podișuri, câmpii); ape (pâraie, râuri, fluvii, bălți, iazuri, lacuri, mări, oceane); continente, țări, ținuturi, unități administrativ-teritoriale istorice și actuale, așezări umane, căi de comunicație; corpuri cerești (planete, sateliți de planete, constelații, stele, asteroizi), locuri de pe corpuri cerești.